# Prominent (Unternehmen)
Die ProMinent GmbH ist eine weltweit operierende deutsche Unternehmensgruppe mit Hauptsitz in Heidelberg. Sie stellt Komponenten und Systeme für das Dosieren von flüssigen Stoffen, die hierzu erforderliche Mess- und Regelungstechnik sowie Wasseraufbereitungsanlagen her.

## Geschichte
Das Unternehmen wurde im Jahre 1960 von Viktor Dulger in Heidelberg als „Chemie & Filter GmbH“ gegründet. Seit ihrer Gründung ist die ProMinent GmbH in Familienbesitz und wird gegenwärtig von den Söhnen des Gründers, Andreas und Rainer Dulger, sowie von Michael Benedikt Nagel geführt. Für das operative Geschäft sind ausschließlich Andreas Dulger und Michael Benedikt Nagel zuständig.
Bekannt wurde das Unternehmen durch die Entwicklung der weltweit ersten elektronischen Magnetdosierpumpe, welche in der Lage war, kleinste Flüssigkeitsmengen für die Chemie-, Papier- und Getränkeindustrie präzise und preiswert zu dosieren. Bei diesem Produkt ist das Unternehmen heute Weltmarktführer.
Aus der Verkaufsbezeichnung der Dosierpumpe („ProMinent electronic“) leitete sich der Unternehmensname ProMinent Dosiertechnik GmbH ab, welcher 1987 eingeführt wurde. 2014 wurde das Unternehmen in ProMinent GmbH umfirmiert.
Das Unternehmen beschäftigt insgesamt mehr als 3000 Mitarbeiter, hat 50 eigene Tochtergesellschaften sowie Vertretungen, ist damit in über 100 Ländern weltweit präsent und verfügt über 12 Produktionsstätten. Das Unternehmen begann in den 1970er Jahren international zu expandieren. 1971 erfolgte die Gründung einer Niederlassung in der Schweiz, 1976 wurde die erste Produktionsstätte in den USA aufgebaut und 1980 in Singapur die erste Niederlassung in Asien gegründet.
Anfang der 1990er Jahre kamen Produktionsstätten in Malta, Ungarn und China hinzu. Zur besseren Strukturierung des Produktportfolios erfolgte im Jahre 2003 die Aufteilung der Geschäftsbereiche in „Chemical Fluid Handling“ und „Water Treatment Solutions“. Letzterer wurde 2006 als eigenständige Tochtergesellschaft ProMaqua GmbH ausgelagert und 2013 zurückgeführt. Die Tochtergesellschaft wird als ProMinent Deutschland GmbH weitergeführt und übernimmt die Vertriebsaktivitäten für Deutschland.
In dem 2007 von Hermann Simon herausgegebenen Buch The Hidden Champions (deutsch Die heimlichen Gewinner) wird ProMinent als einer der „Hidden Champions“ in Europa genannt.

## Produktfelder und Geschäftsbereiche
Neben den seit Unternehmensgründung produzierten Dosierpumpen fertigt die ProMinent-Unternehmensgruppe heute auch Prozessdosierpumpen für den Einsatz bei sehr hohen Drücken und Temperaturen, z. B. für die Verwendung auf Ölplattformen. Weiterhin gehören Komplettsysteme und individuelle Lösungen für die Wasseraufbereitung und Wasserdesinfektion beispielsweise in Hotels, Schwimmbädern, der öffentlichen Trinkwasserversorgung sowie in zahlreichen weiteren Industriezweigen zum Produktangebot.
Seit 2006 engagiert sich ProMinent als Partner des Eishockeyteams Adler Mannheim. Bei den Olympischen Spielen 2008 in Peking stellte ProMinent zum sechsten Mal bei Olympischen Spielen die Technik zur Wasseraufbereitung der Trainings- und Wettkampfbecken bereit.

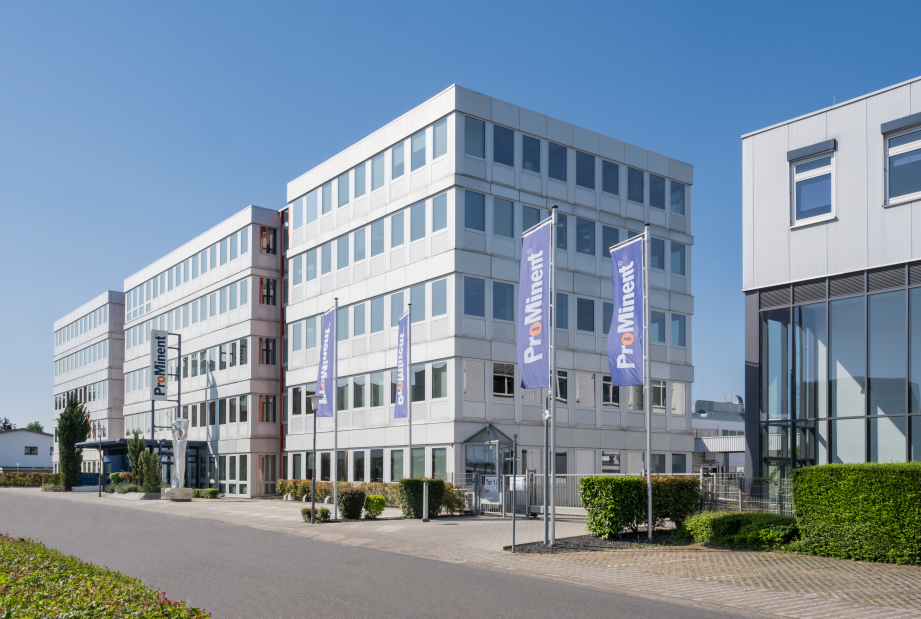
ProMinent Hauptsitz in Heidelberg.
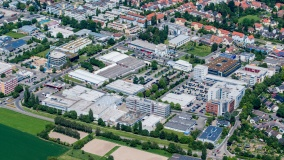
ProMinent-Hauptsitz in Heidelberg aus der Luft
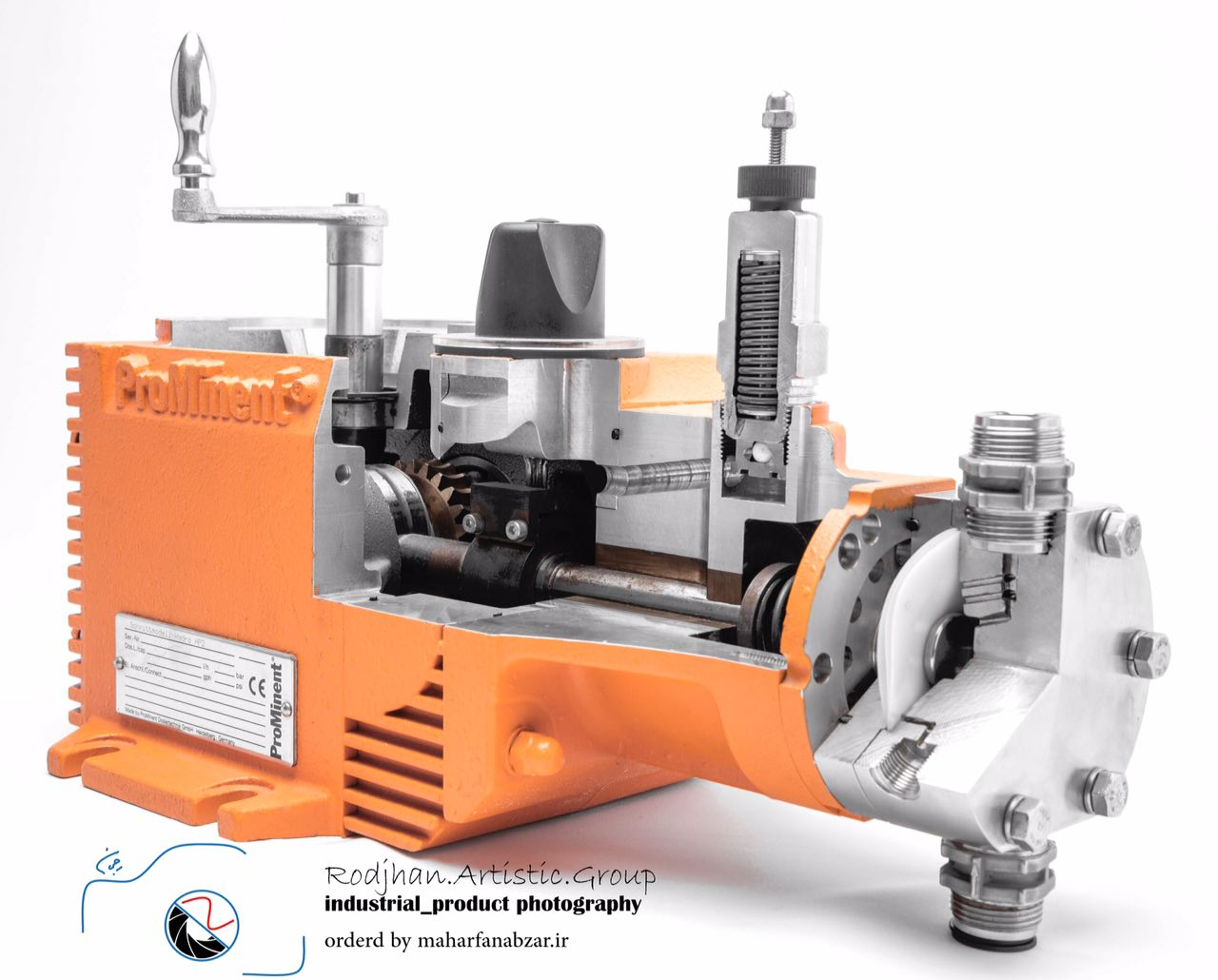
Dosierpumpe

## Soziales Engagement
Der Firmengründer Viktor Dulger engagierte sich langjährig für soziale und kulturelle Projekte vornehmlich in der Region Heidelberg.  Einrichtungen wie das Deutsche Zentrum für Musiktherapieforschung (seit 1997 Viktor-Dulger-Institut) wurden von ihm seit ihrer Gründung unterstützt. Die ProMinent GmbH führt dieses Engagement fort.  
Viktor-und-Sigrid-Dulger-Stiftung
Die Viktor-und-Sigrid-Dulger-Stiftung vergibt jedes Jahr den mit 10.000 Euro dotierten Ökologiepreis der Universität Heidelberg und den Dulger-Preis für Technikwissenschaften der Heidelberger Akademie der Wissenschaften. Im Sinne von Viktor Dulger werden junge  Wissenschaftler unabhängig von der Fachdisziplin für  herausragende Arbeiten und Leistungen zum Schutz von Natur und Umwelt ausgezeichnet. Ebenso fördert die Stiftung die besten Absolventen der Lehrlingsausbildung der IHK Rhein-Neckar.